# 샤를린 슈바르츠
샤를린 슈바르츠(독일어: Charline Schwarz, 2001년 1월 15일~)는 독일의 양궁 선수이다. 2020년 하계 올림픽 여자 단체전에서 동메달을 획득했으며 세계 선수권 대회에서 단체전 금메달 1개를 획득했다.